# Emmamolen
De Emmamolen is een ronde, stenen stellingmolen met een kap bedekt met dakleer in het Noord-Brabantse Nieuwkuijk ten westen van 's-Hertogenbosch. De molen dateert uit 1886 en is vernoemd naar Emma van Waldeck-Pyrmont, koningin der Nederlanden. In 1966-1967 is de molen voor het laatst gerestaureerd. Vanwege de ligging langs de Loonse en Drunense Duinen-fietsroute (44 km) is de molen bekend bij fietsers en wandelaars.

## Beschrijving
De Emmamolen is een maalvaardige korenmolen en die functie. Er wordt echter alleen nog voor veevoer gemalen met een koppel 17der (150 cm doorsnee) kunststenen. In de molen is nog een groot deel van de oorspronkelijke inrichting aanwezig. Haar belangrijkste functie is die van café. In de molen is tevens een meelwinkel gevestigd. Tijdens de openingsuren worden er rondleidingen in de molen verzorgd.
Het gevlucht is oudhollands opgehekt en bestond tot 1987 uit geklonken roeden. De binnenroede was van de Prins van Oranje en de buitenroede van Pannevis. Deze roeden worden nu naast de molen tentoongesteld. In 1987 zijn gelaste roeden van de firma Derckx gestoken met nummer 555 voor de binnen- en 554 voor de buitenroede.
De 5 meter lange bovenas is uit 1853 van de fabrikant F.J. Penn & Comp. te Dordrecht en heeft als nummer 49.
De molen heeft een Engels kruiwerk en wordt sinds 2006 weer gekruid (op de wind gezet) met een kruilier. Daarvoor heeft de molen lange tijd een kruirad gehad.
De molen heeft voor het vangen (stilzetten) een scharnierende, vlaamse blokvang, die vanaf de stelling bediend wordt met een wipstok. Om het bovenwiel zit voor het vangen een ijzeren hoep.
Voor het luien (ophijsen) is een sleepluiwerk aanwezig. Daarnaast is er een elektrisch luiwerk.

## Overbrengingen
- De overbrengingsverhouding is 1 : 6,8.
- Het bovenwiel heeft 85 kammen en de bovenschijfloop heeft 39 staven. De koningsspil draait hierdoor 2,18 keer sneller dan de bovenas. De steek, de afstand tussen de kammen, is 11,1 cm.
- Het spoorwiel heeft 75 kammen en het steenrondsel 24 staven. Het steenrondsel draait hierdoor 3,12 keer sneller dan de koningsspil en 6,8 keer sneller dan de bovenas. De steek is 11 cm.

## Eigenaren
- 1886 - ...:Adrianus Rombouts
- ... - ...: fam. Rombouts
- ... - 1960: Antonius Maria Rombouts
- 1960 - 1997: gemeente Vlijmen
- In 1993 hebben Kees en Petra van Buul de exploitatie van de familie Rombouts overgenomen[bron?]
- Vanaf 1997: gemeente Heusden, door opheffing van de gemeente Vlijmen

## Fotogalerij

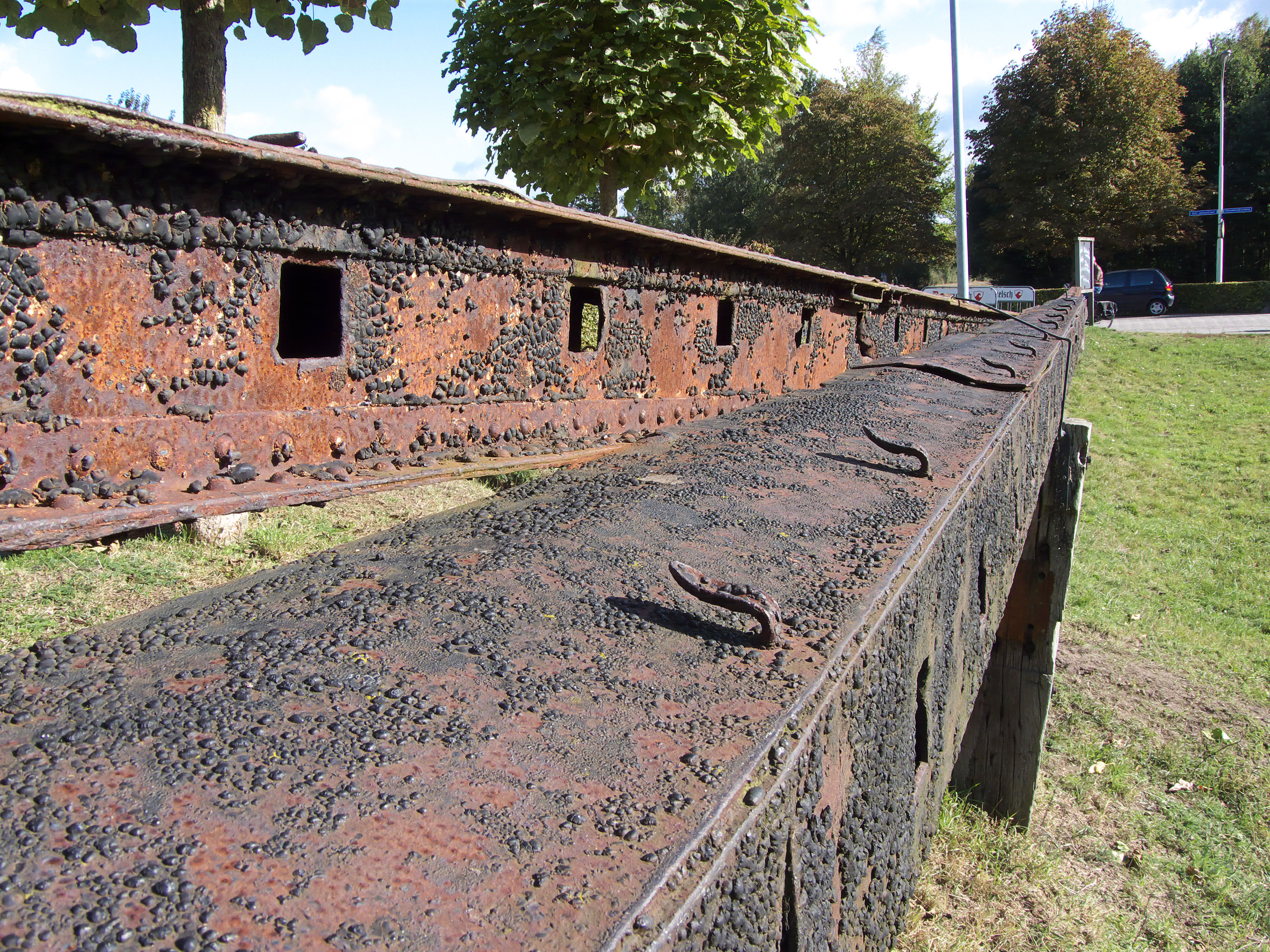
Oude roeden van de Emmamolen: links De Prins van Oranje, rechts Pannevis roe
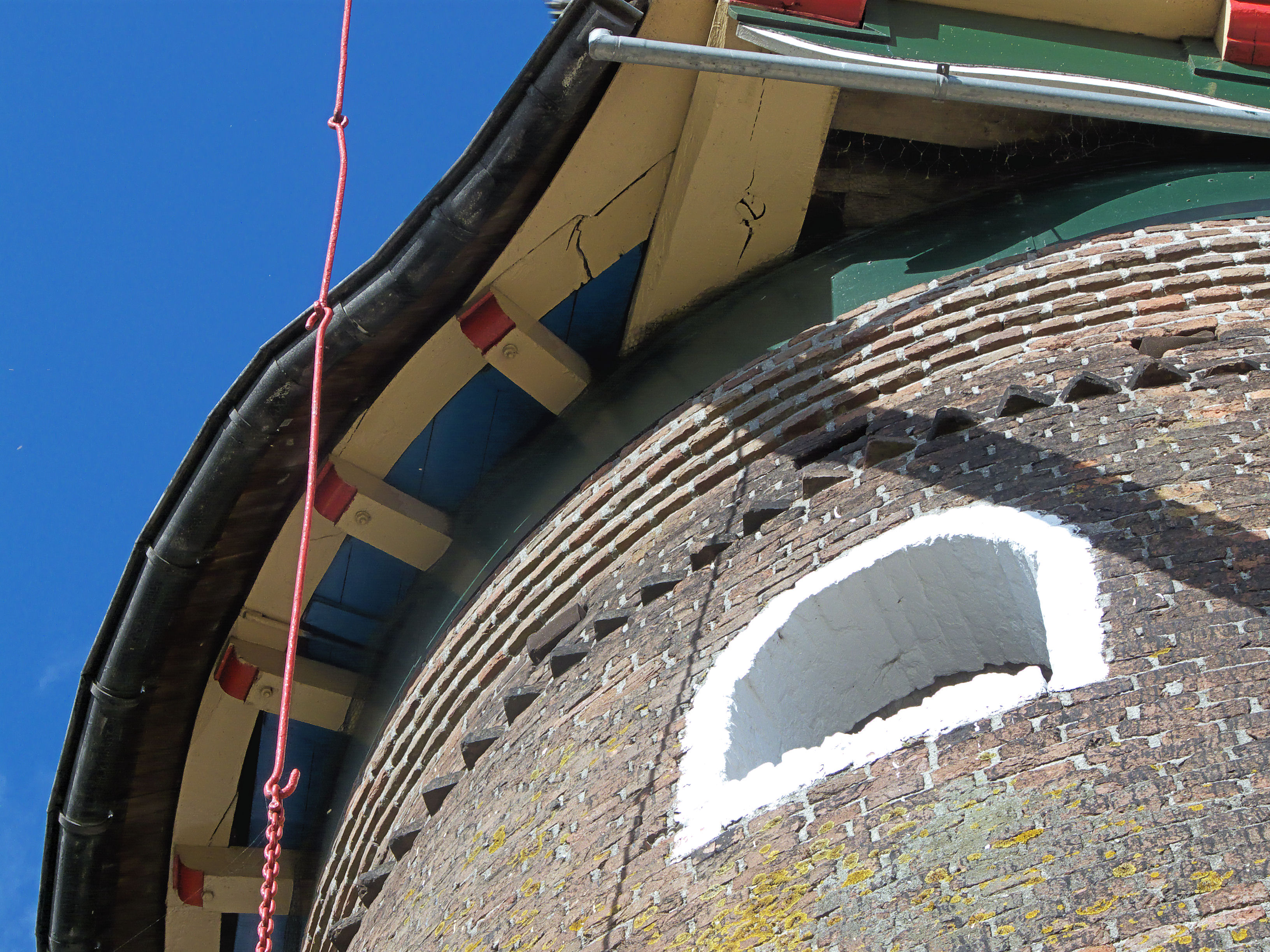
Kap op uitgekraagde romp
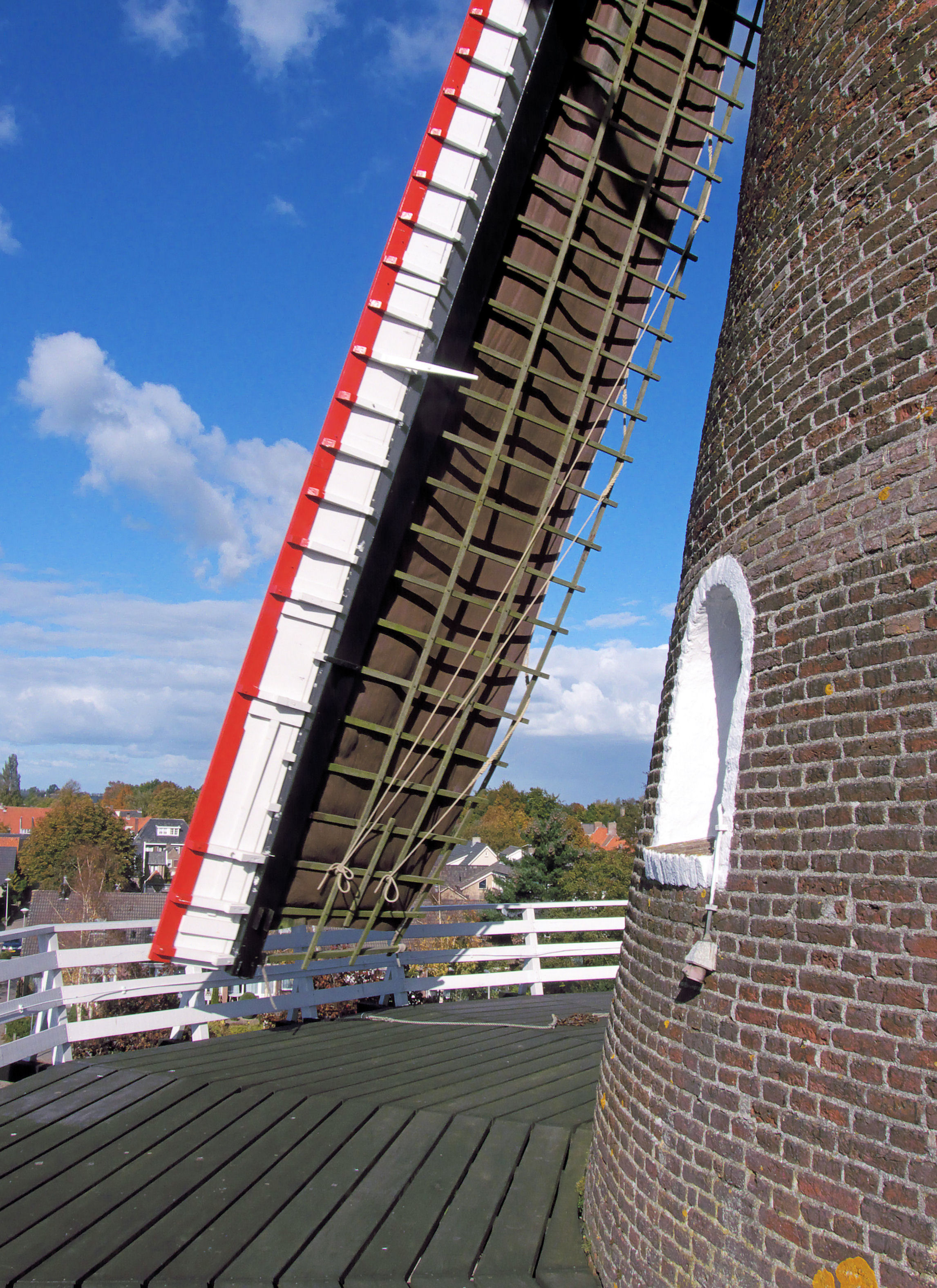
Wiek
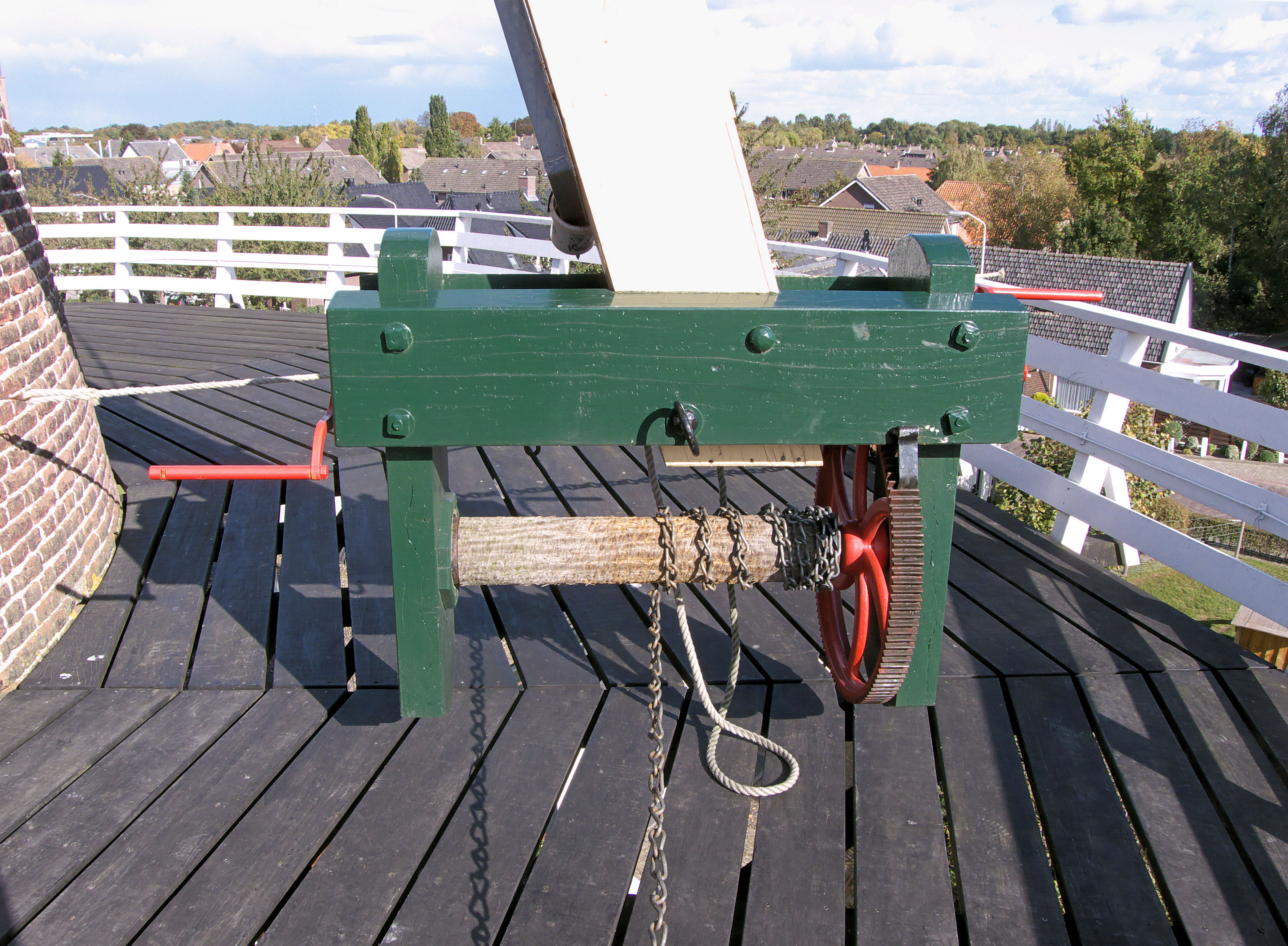
Kruilier
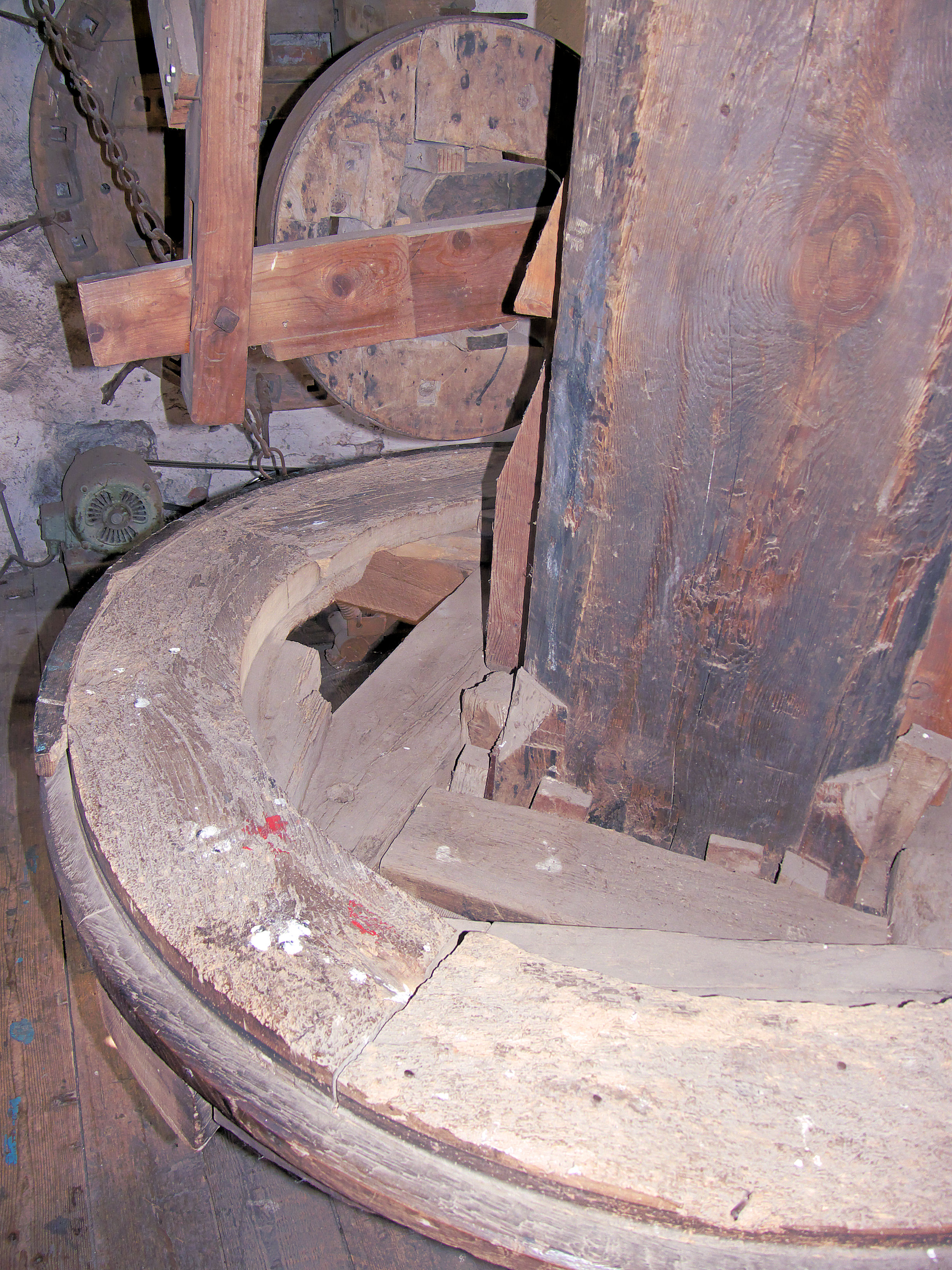
Luiwerk
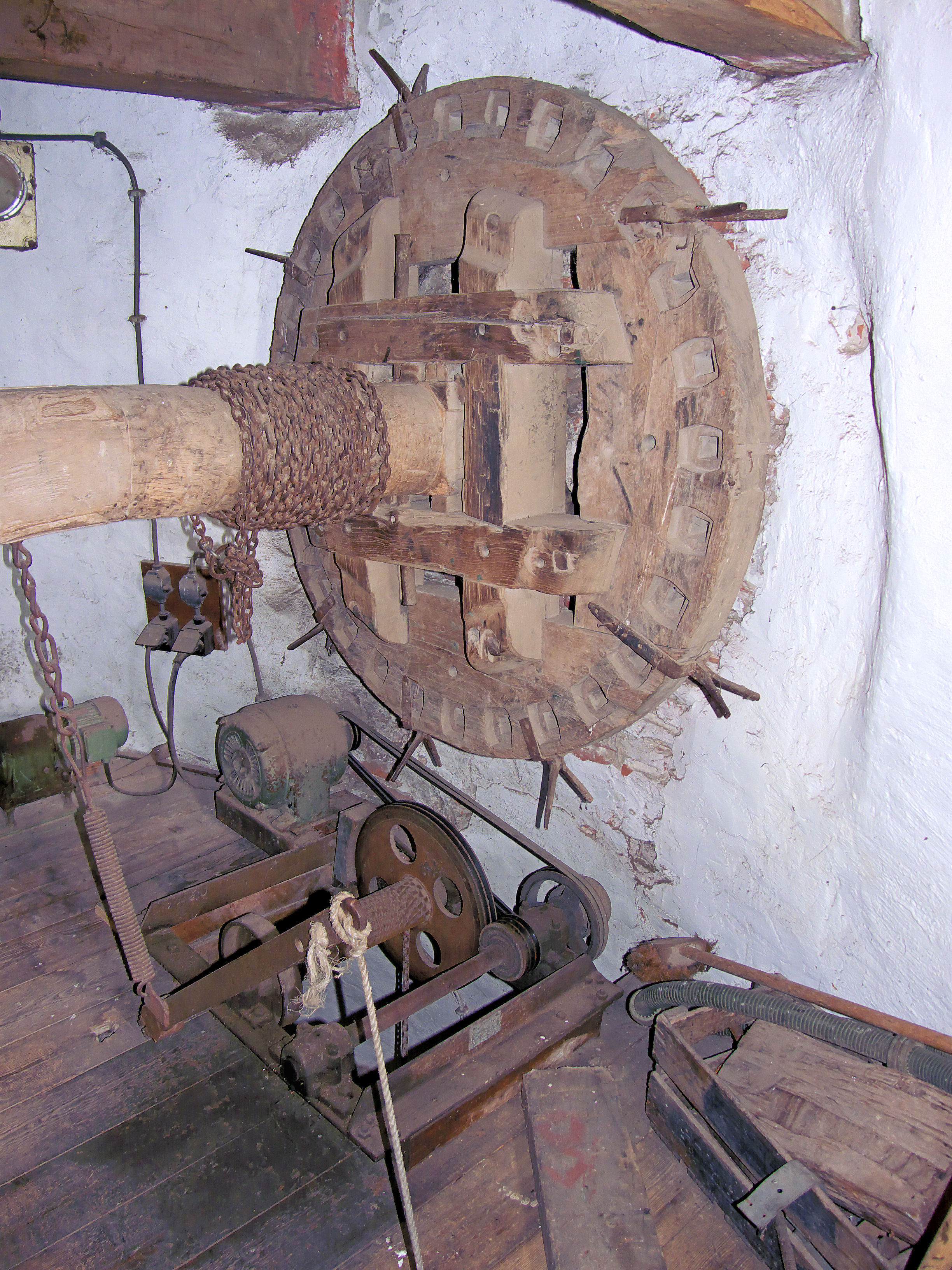
Gaffelwiel met daaronder het elektrisch aangedreven luiwerk
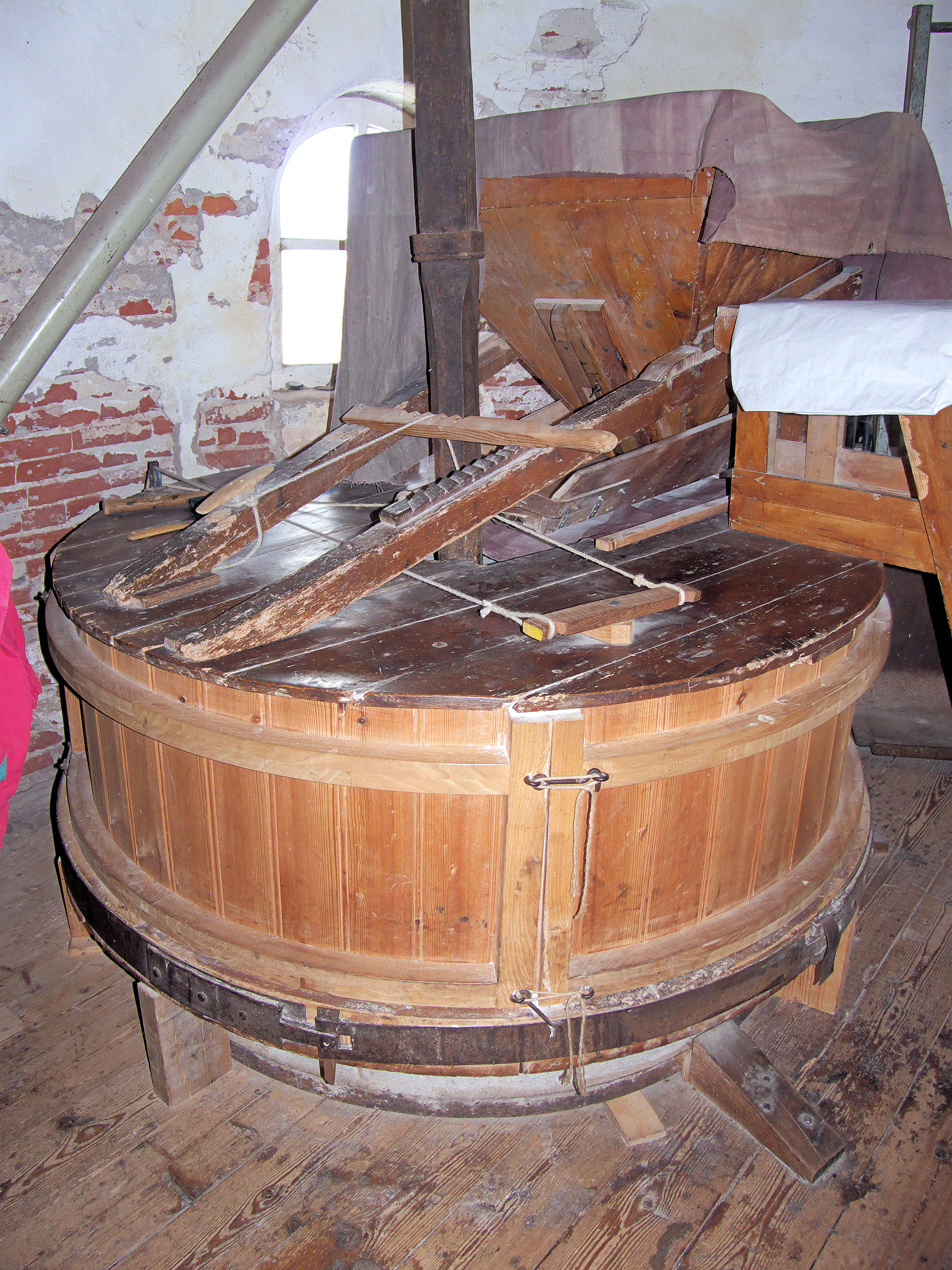
Maalkoppel
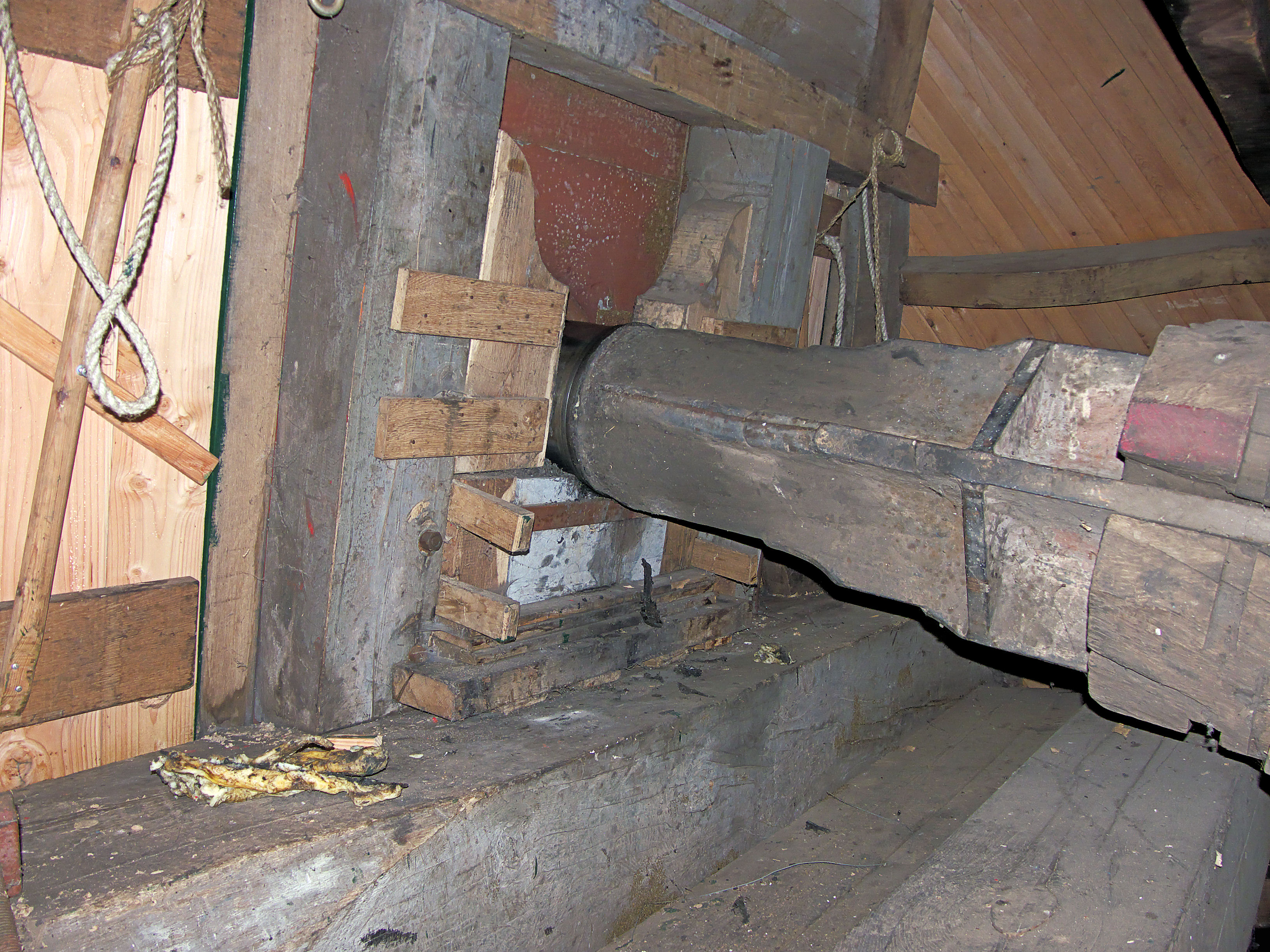
Bovenas met steenbed
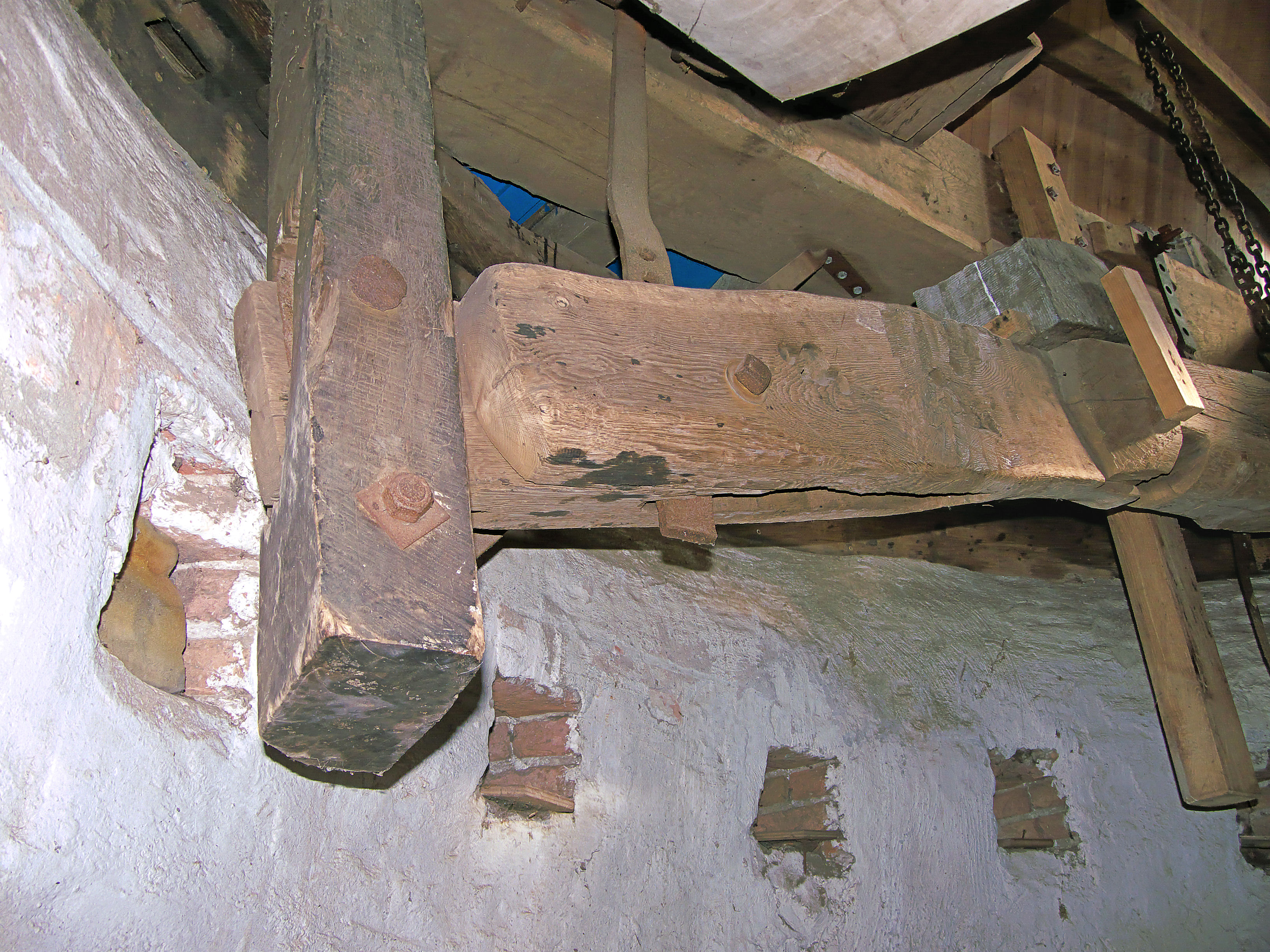
Vangbalk met ezel